# Три сестры (фильм, 1966)
«Три сестры» (англ. Three Sisters) — видеозапись одноимённой пьесы А. П. Чехова, поставленной «Актёрской студией».

## В ролях
- Джеральдин Пейдж — Ольга
- Шелли Уинтерс — Наталья
- Ким Стэнли — Маша
- Сэнди Деннис — Ирина
- Кевин Маккарти — Вершинин
- Джеральд Хайкен[англ.] — Андрей
- Дэвид Полсен[англ.] — Родэ
- Альберт Полсен[англ.] — Кулыгин
- Лютер Адлер — Чебутыкин
- Джеймс Олсон — барон Тузенбах
- Роберт Лоджа — Солёный
- Джон Херкинс[англ.] — Федотик
- Салим Людвиг[англ.] — Феропонт
- Тамара Дайкарханова — Анфиса

## Съёмки
Джон Крампнер писал, что съемки осложнялись поведением Шелли Уинтерс и Ким Стэнли. Стэнли (Маша) прогуливала репетиции, выражала недовольство работой других актёров и, в первую очередь, Кевина Маккарти (Вершинин). Более того, Стэнли располнела и сильно переживала по этому поводу; шаль, которая была должна скрыть полноту, только усугубила её переживания. Уинтерс конфликтовала с режиссёром, недовольным её нью-йоркским произношением. Сам Богарт говорил, что первое действие было поставлено аккуратно, второе — менее аккуратно, третье — ещё менее, и наконец, последнее — в спешке из-за желания закончить съёмки как можно быстрее.

## Критика
Фильм был негативно оценен критиками. Питер Шелли писал, что хотя видеозапись и передаёт атмосферу постановки «Актёрской студии», режиссёру не удалось убедить актёров отказаться от театральной манеры игры в пользу более естественного исполнения. Более того, в ряде сцен шум второго плана мешает пониманию диалога главных героев---к примеру, разговору Ирины и Тузенбаха в первом действии мешает шум гостей на именинах. Разбирая актёрские работы Шелли указывал, что Пейдж (Ольга) не производит никакого впечатления вообще, а Стэнли (Маша) соединяет эмоции и гнев в лучшей из трёх ролей сестёр. Шелли ссылается на негативные отклики об актёрской игре Деннис (Ирина) авторства Джорджа Гента, подчёркивавшего приевшиеся жесты и интонации, и Винсента Кенби, высмеивавшего прикрывание рта рукой, описывая его как указание на зубную боль.